# Salone di Mercurio (Versailles)
Il Salone di Mercurio (in francese: Salon de Mercure o Chambre du lit) è una stanza del Grand appartement du roi nella Reggia di Versailles.

## Storia
Il salone di Mercurio doveva servire come anticamera della camera da letto del re, ma ad ogni modo Luigi XIV preferì sempre dormire nei petit appartements.

## Decorazioni

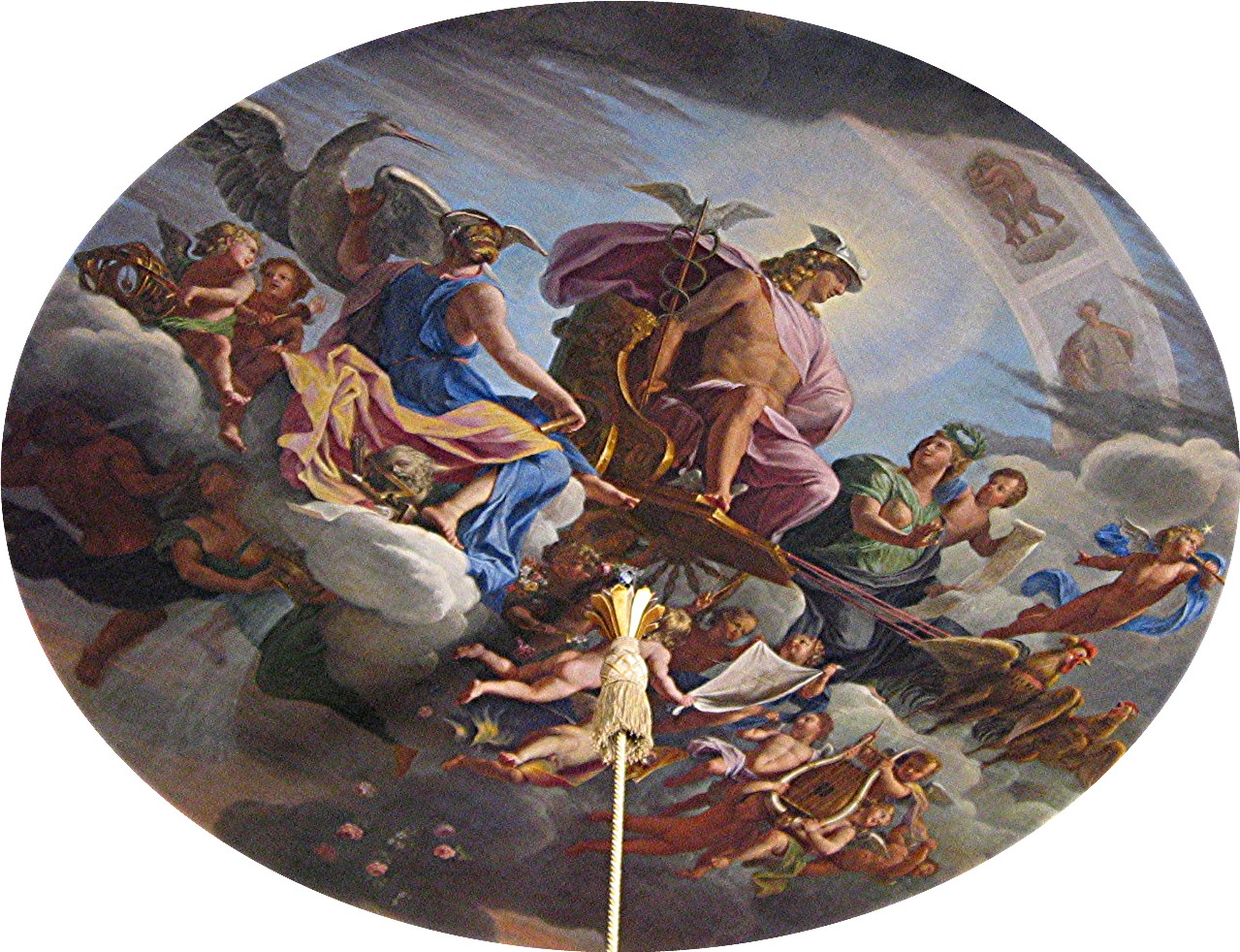
Dipinto sul soffitto della sala.

### Mobili e dipinti
Il nome di Chambre du lit alternativamente dato alla sala è dovuto al fatto che attualmente in essa si trova un letto commissionato per Luigi Filippo di Francia nel 1833 e posto in questo salone nel dicembre del 1998 per essere esposto al pubblico, sebbene la sala non abbia mai avuto la funzione di camera da letto. Una balaustra d'argento massiccio inquadra il letto nell'ambiente e risale all'epoca di Luigi XIV: l'argento di cui è composta venne infatti derivato dalla fusione dell'argenteria reale per far fronte alle esigenze belliche della Guerra della Lega di Augusta nel 1689.
In un angolo della stanza si trova un pendolo con automi donato a Luigi XIV nel 1706 e con un meccanismo realizzato da Antoine Morand.
Nella stessa stanza si trova anche un comò realizzato da André-Charles Boulle nel 1709, proveniente dalla camera del re al Trianon.
Ai muri si trovano due tele:
- Un ritratto di Luigi XV di Hyacinthe Rigaud datato al 1730;
- Un ritratto di Maria Leszczinska di Louis Tocqué datato al 1740.

Su ciascuna porta sono visibili dei dipinti a pannello provenienti dal Castello di Meudon:
- Aci e Galatea di Michel Corneille;
- Apollo e Dafne di Antoine Coypel.

### Il soffitto

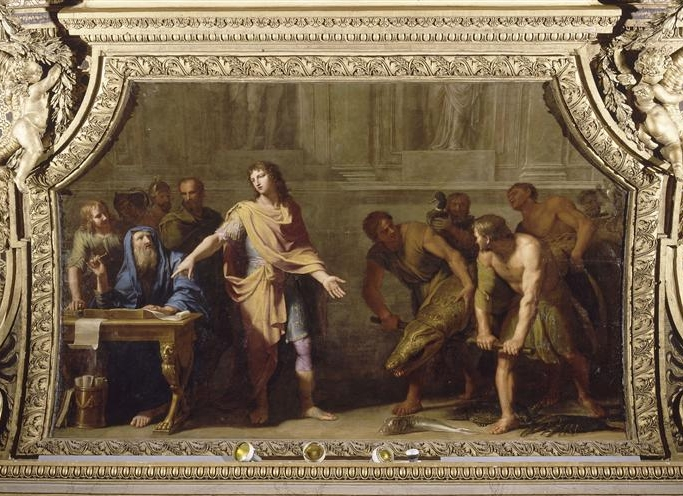
Lunetta nord: Alessandro il Grande fa portare ad Aristotele diversi animali esotici affinché egli li descriva nella sua Storia Naturale.

Il soffitto è composto da un dipinto ad affresco di Jean-Baptiste de Champaigne incaricato dallo stesso Luigi XIV di decorare il salone di Mercurio. La parte centrale del soffitto rappresenta Mercurio su un carro tirato da due galli. La Vigilanza, che tiene una gru dinanzi a sé, accompagnata da due amorini che rappresentano le arti e le scienze. La stella del mattino, rappresentata da un putto che tiene una trombetta e una stella sulla testa, precede il carro.
Le lunette del soffitto rappresentano: 
- a nord Alessandro il Grande fa portare ad Aristotele diversi animali esotici affinché egli li descriva nella sua Storia Naturale;
- a est Alessandro il Grande che riceve l'annuncio della morte del filosofo gimnosofista indiano Calano che si è immolato al fuoco (verso il 1672);
- a sud Tolomeo II Filadelfo si intrattiene coi suoi servi e si fa spiegare la Bibbia dei Settanta nella biblioteca di Alessandria;
- a ovest L'Imperatore Augusto riceve un'ambasciata indiana che gli offre tra gli altri tigri e bestie non ancora conosciute ai Romani.

Gli stucchi di decorazione sono realizzati ad opera dei fratelli Gaspard e Balthasar Marsy.